# Szécsi Gábor
Szécsi Gábor (Kiskunhalas, 1966. augusztus 18. –) kommunikációkutató, nyelvész, filozófus, a Pécsi Tudományegyetem tanszékvezető egyetemi tanára, a Kultúratudományi Pedagógusképző és Vidékfejlesztési Kar dékánja, a HUN-REN Bölcsészettudományi Kutatóközpontjának tudományos főmunkatársa, a Magyar Tudományos Akadémia Kommunikáció- és Médiatudományi Osztályközi Állandó Bizottságának elnöke, az Európai Tudományos és Művészeti Akadémia tagja. Szakterülete a kommunikációelmélet, nyelvfilozófia és ismeretelmélet. 1998 és 2006 között Kecskemét polgármestereként tevékenykedett. 
Tudományos tevékenysége két nagy területet fog át. Egyrészt azt vizsgálja, hogy az egyes kultúrákat jellemző, társadalmilag dominánssá vált kommunikációs technológiák milyen hatást gyakorolnak a kultúrák tagjainak nyelvi világára, gondolkodására, a közösségről és kultúráról alkotott fogalmaira, társadalmi kapcsolataira. Másrészt a nyelvi kommunikáció és a mentális világ kapcsolatát elemzi. Ennek során egy, a nyelvi jelentést meghatározó fogalmi viszonyok eredetére és szerkezetére rávilágító jelentéstani modellt dolgozott ki.

## Szakmai pályafutása
1991-ben diplomázott a József Attila Tudományegyetem (ma Szegedi Tudományegyetem) Bölcsészettudományi Karán magyar nyelv és irodalom, történelem és filozófia szakon. 1991 és 1994 között az MTA Filozófiai Kutatóintézetében dolgozott aspiránsként Nyíri Kristóf akadémikus szakmai irányításával. 1995-ben szerzett kandidátusi fokozatot. 1996-tól az MTA Bölcsészettudományi Kutatóközpontjának tudományos főmunkatársa, csoportvezetője. 1995-ben a Helsinki Egyetem vendégprofesszoraként végzett kutatásokat. 2007-ben habilitált a Pécsi Tudományegyetemen, 2008-tól a Pécsi Tudományegyetem egyetemi magántanára, 2009 és 2017 között a Pécsi Tudományegyetem Felnőttképzési és Emberi Erőforrás Fejlesztési Karának tanszékvezető egyetemi docense, 2017-től a Pécsi Tudományegyetem Kultúratudományi, Pedagógusképző és Vidékfejlesztési Karának tanszékvezető egyetemi tanára. 2006 óta a Pécsi Tudományegyetem Bölcsészettudományi Karán működő filozófiai doktori iskola törzstagja, témavezetője.

## Tudományszervezői és tehetséggondozói tevékenysége
1997 óta elnöke a Magyar Alkalmazott Filozófiai Társaságnak. 2004-ben egyik alapítója volt a Magyar Kommunikációtudományi Társaságnak. 2004 és 2007 között a UNIWORLD-Hálózati Egyetem Egyesület elnöke. 2008 óta alelnöke az Országos Tudományos Diákköri Tanácsnak, és ugyancsak 2008 óta tagja a Nemzeti Tehetségsegítő Tanács Társadalmi Kapcsolatok és Média Bizottságának, 2024 óta a Magyar Tudományos Akadémia Kommunikáció- és Médiatudományi Osztályközi Állandó Bizottságának elnöke. 

## Szakmai elismerései
- Pro Scientia Aranyérem (1989)
- Akadémiai Ifjúsági Díj (1997)
- Mestertanár Aranyérem (1999)
- Fáy András-díj (1999)
- Tudással Magyarországért Emlékérem (2002)
- Egyetemi magántanári cím (Pécsi Tudományegyetem) (2008)
- Halasy-Nagy József Publikációs Díj (2024)

## Főbb művei
- Tudat, nyelv, kommunikáció. Vázlatok a kortárs analitikus filozófia problémáiról. Budapest, Áron Kiadó, 1998
- A kommunikatív elme. A nyelvi kommunikáció fogalmi alapjai. Áron Kiadó, Budapest, 2003
- Kommunikáció és gondolkodás. Tanulmány a nyelvi kommunikáció és a mentális világ kapcsolatáról. Áron Kiadó, Budapest, 2007 (második kiadás: Áron Kiadó, Budapest, 2009)
- Nyíri Kristóf–Szécsi Gábor (szerk.): Szóbeliség és írásbeliség. A kommunikációs technológiák története Homérosztól Heideggerig. Budapest, Áron Kiadó, 1998
- Szabó Tibor–Szécsi Gábor (szerk.): A filozófia keresztútjain. Tanulmányok Lukács Györgyről. MTA Filozófiai Intézet, Budapest, 1998
- Közélet, közigazgatás, kommunikáció. Bevezetés a közigazgatási kommunikáció elméletébe. Önkonet Kiadó, Budapest, 2011
- Nyelv, média, közösség. Közösségfogalom és nyelvi kommunikáció az információ korában. Gondolat Kiadó, Budapest, 2013
- Média és társadalom az információ korában. Kommunikációfilozófiai adalékok a mediatizáció fogalmához. Budapest, Akadémiai Kiadó, 2016
- Történet és történelem. Belvedere Meridionale Kiadó, Szeged, 2019
- A történetekbe zárt elme. Adalékok a narrativitás filozófiájához. Akadémiai Kiadó, Budapest, 2020
- A megújulás műhelyei. A magyar tudományos diákköri konferenciák története, 2011–2020; Budapest, Akadémiai Kiadó, 2021.
- A történetekbe zárt elme. Tudat-, kommunikáció-, és történetfilozófiai adalékok a narratív én elméletéhez. Budapest, Akadémiai Kiadó, második bővített kiadás, 2023.
- Szécsi Gábor-Tóth I János (szerk.): Kulturális identitás a glokalizáció korában. Budapest, Gondolat Kiadó, 2024.
- Narrative and Understanding: Philosophical Contributions to the Theory of the Narrative Self. Vienna, Passagen Verlag, 2025.